# پترولیوم جیو-سرویسز

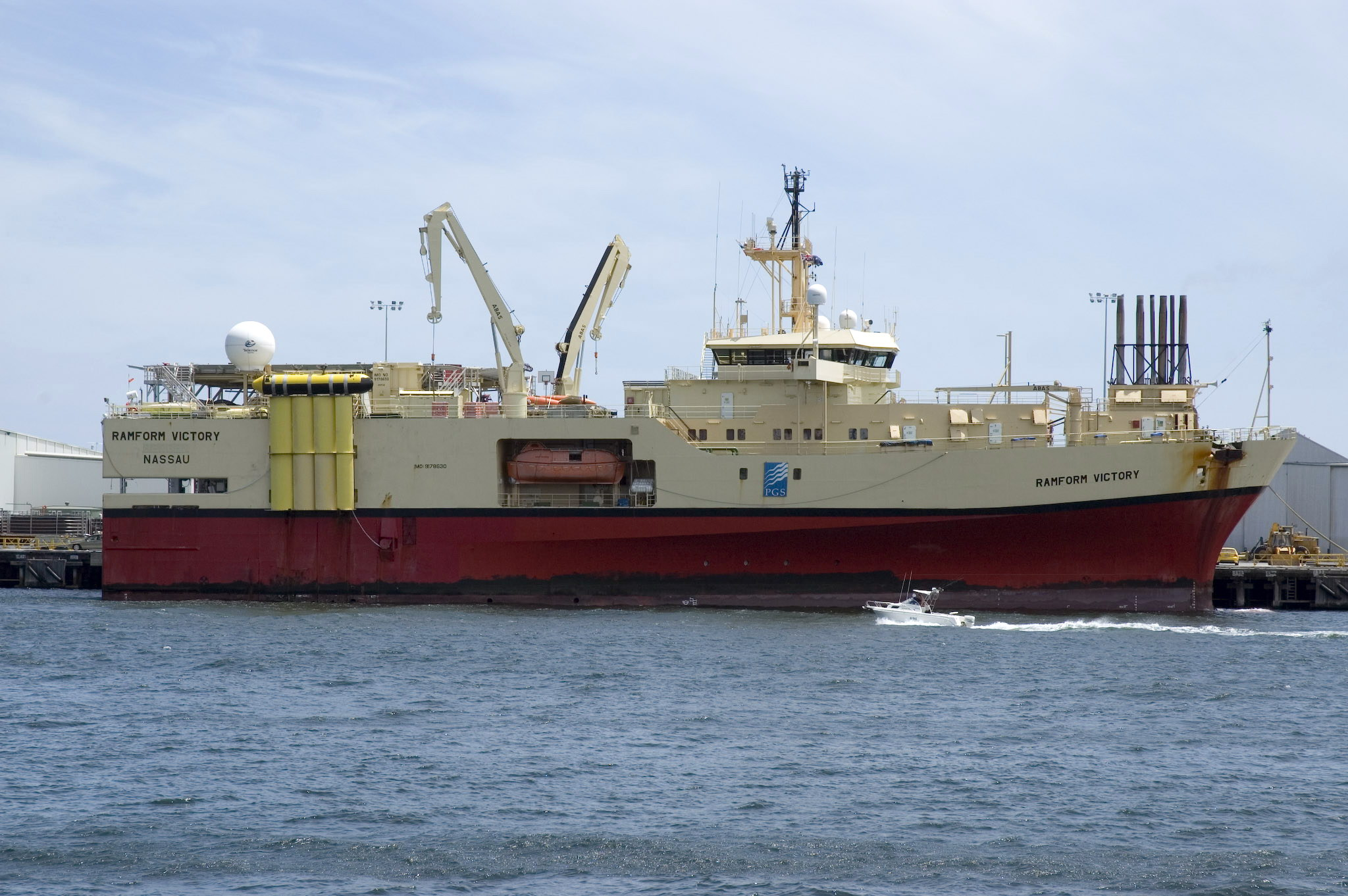
شناور رامفورم ویکتوری، متعلق به شرکت پترولیوم جئو-سرویسز

پترولیوم جئو-سرویسز (به انگلیسی: Petroleum Geo-Services) شرکت خدمات نفتی نروژی است، که در زمینه اکتشاف نفت و خدمات ژئوفیزیک فعالیت می‌کند. دفتر مرکزی این شرکت در شهر لیساکر قرار دارد و دفاتر بین‌المللی آن نیز در شهرهای هیوستون، تگزاس، در والتون، انگلستان و پرت، استرالیا مستقر می‌باشند.
فعالیت‌های این شرکت در زمینه اکتشاف میادین نفتی در مناطق خشکی و با بهره‌گیری از تکنولوژی لرزه‌نگاری سه‌بعدی و در مناطق دریایی با استفاده از کشتی‌های تحقیقاتی متمرکز می‌باشد. شمار کارکنان این شرکت در حدود ۲،۸۰۰ نفر است، که در بیش از ۲۰ کشور جهان فعالیت می‌کنند.